# Kärkis
Kärkis (finska: Kärkkä) är en by och stadsdel i Salo i det finländska landskapet Egentliga Finland. Byn ligger på stadscentrumets södra kant vid Halikkovikens strand.
Kärkis byområde sträcker sig från Kärkkämäki längs med kusten söderut till Isoniittu. Inom byområdet ligger kullar Viitanmäki och Tampaltanmäki, på vilka det finns stora gravrösen från bronsåldern som kallas kronorna. Inom byns område finns delvis stadsdelarna Viitannummi och Viitanlaakso.

## Historia
Kärkis by har uppstått kring Kärkis säteri som låg vid foten av Kärkkämäki. Kärkis antas ha grundats på 1500-talet och hamnade senare i Åminne herrgårds ägo. Fulkkila, som även ägdes av herrgården, införlivades med Kärkis år 1921, varvid byns namn i jordregistret blev Kärkis-Fulkkila, vilket återställdes till Kärkis år 1961. Fulkkila var en by som uppstått kring den medeltida Fulkila gård. Vid kusten i Haminanlahti har det funnits en hamnplats och ett skeppsvarv från medeltiden till den nya tiden.
Kärkis bystruktur bröts upp på 1900-talet. Fulkila gård flyttades från Viitanmäkis kant till grannbyn Breidilä. I mitten av 1900-talet uppstod mycket ny bebyggelse i byn och i början av 2000-talet grundade staden Salo stadsdelarna Viitannummi och Viitanlaakso delvis inom Kärkis område.